# Lizzy Yarnoldová
Lizzy Yarnoldová, celým jménem Elizabeth Anne Yarnoldová (* 31. října 1988 Sevenoaks, hrabství Kent) je bývalá britská skeletonistka. Je nejúspěšnější britskou reprezentantkou na zimních olympijských hrách a také první osobou v historii, která dokázala obhájit olympijské vítězství ve skeletonu.
Původně se věnovala sedmiboji a jezdectví, na základě doporučení agentury UK Sport se od roku 2010 zaměřila na skeleton a v roce 2012 se stala juniorskou mistryní světa. Na Zimních olympijských hrách vyhrála v letech 2014 a 2018, za prvenství v roce 2014 jí byl udělen Řád britského impéria. Na mistrovství světa získala zlatou medaili v roce 2015 a bronzovou v letech 2012 a 2017, v roce 2015 se stala mistryní Evropy. Vyhrála jedenáct závodů Světového poháru, v sezóně 2013/14 se stala celkovou vítězkou.
Je absolventkou tělovýchovného oboru na University of Gloucestershire, v roce 2016 se provdala za konstruktéra McLaren Group Jamese Roche. V říjnu 2018 oznámila, že se rozhodla ukončit závodní kariéru a zaměřit se na práci pro Britskou olympijskou asociaci, kde se chce věnovat boji proti dopingu.